# Raylene
Stacey Briana Bernstein, más conocida como Raylene (Glendora, California; 12 de febrero de 1977), es una actriz pornográfica estadounidense retirada.
A la edad de 19 años, antes de someterse a una cirugía de aumento de senos, hizo su primera escena heterosexual en la película Shane World 4. En 1998 firmó un contrato exclusivo con la compañía Vivid Entertainment.
En los Premios Grammy de 2000, estuvo enjaulada junto con Kobe Tai durante una actuación de Kid Rock.
Anunció su retiro de la industria para adultos en noviembre de 2001. Estuvo brevemente casada con Brad Hirsch, y fue conocida por su nombre de casada, Stacey Hirsch. Se retiró del baile en locales nocturnos en 2004. En 2009, regresó a la industria del cine pornográfico.
Durante su retirada del porno, se involucró en el negocio inmobiliario utilizando su nombre de casada Stacey Hirsch. Su socia (Staci Mintz) y ella tuvieron como primer gran proyecto encontrar una sede para la Fundación médica para la atención de la salud de la Industria de Adultos, por sus siglas (AIM) en 2005.

## Premios
- 1998 XRCO Award – Estrella del Año[8][9]
- 1999 Nominada al XRCO Award – Estrella del Año[10]
- 2000 Nominada al AVN Award de mejor actriz por The Trophy[11]
- 2001 AVN Award – Mejor actriz – por el Film – Artemesia[12]
- 2008 AVN Hall of Fame[13]